# 43. výsadkový pluk
43. výsadkový pluk je součástí Pozemních sil Armády České republiky. Jedná se o výsadkový útvar typu komando schopný provádět úderné operace se zvýšenou ofenzivní silou oproti klasickým výsadkovým jednotkám. Pluk vznikl 1. října 2020 v posádce Chrudim transformací 43. výsadkového praporu jako tzv. třetí manévrový prvek AČR (vedle stávající 4. brigády rychlého nasazení a 7. mechanizované brigády), přičemž má představovat sílu okamžité reakce na nové hrozby doma i ve světě.
Výsadkový pluk dosáhl počátečních operačních schopností v říjnu 2020; dosažení plných operačních schopností je naplánováno na leden 2026. Útvar má disponovat 1300 vojáky a novou výzbrojí, například cca stovkou lehkých bojových vozidel, ručními zbraněmi či malými bezpilotními letouny.

## Úkoly
Úkolová uskupení vytvářená 43. výsadkovým plukem jsou určena k provádění komplexních operací ve spolupráci s ostatními silami, v případě potřeby též samostatně. Úderné operace se vyznačují citlivostí operačního prostředí, náročností plánování, operačním rizikem a obtížností zasazení do cílové oblasti – vzduchem (padákový výsadek nebo přeprava vrtulníkem či letounem), po zemi (pěšky nebo lehkými útočnými vozidly) či po vodě (čluny). Jmenovitě se jedná o:
- vzdušně-výsadkové operace,
- operace v týlu nepřítele,
- operace „vyhledej a znič“,
- boj na zdrženou,
- přepadové operace,
- léčky,
- operace na ovládnutí,
- stabilizační operace,
- evakuaci civilistů,
- záchranu leteckých osádek.[2]

## Organizační struktura
43. výsadkový pluk se v rámci Armády České republiky vyznačuje unikátní organizační strukturou. Tzv. komanda, která jsou větší než původní výsadkové roty (ale menší než prapor), podporuje několik středisek v čele s velením a štábem pluku.
Prvním velitelem byl v říjnu 2020 jmenován plukovník Róbert Dziak, zástupcem velitele byl podplukovník Ivo Zelinka. Od 1. listopadu 2023 je velitelem podplukovník gšt. Mgr. Petr Matouš.
- Velení a štáb pluku
- Středisko bojového výcviku
- Středisko výsadkové přípravy
- 1. – 4. komando
- 5. komando (AZ)
- Středisko zbraní
- Středisko bojové podpory
- Středisko zabezpečení velení
- Středisko logistického zabezpečení
- Zdravotnický odřad

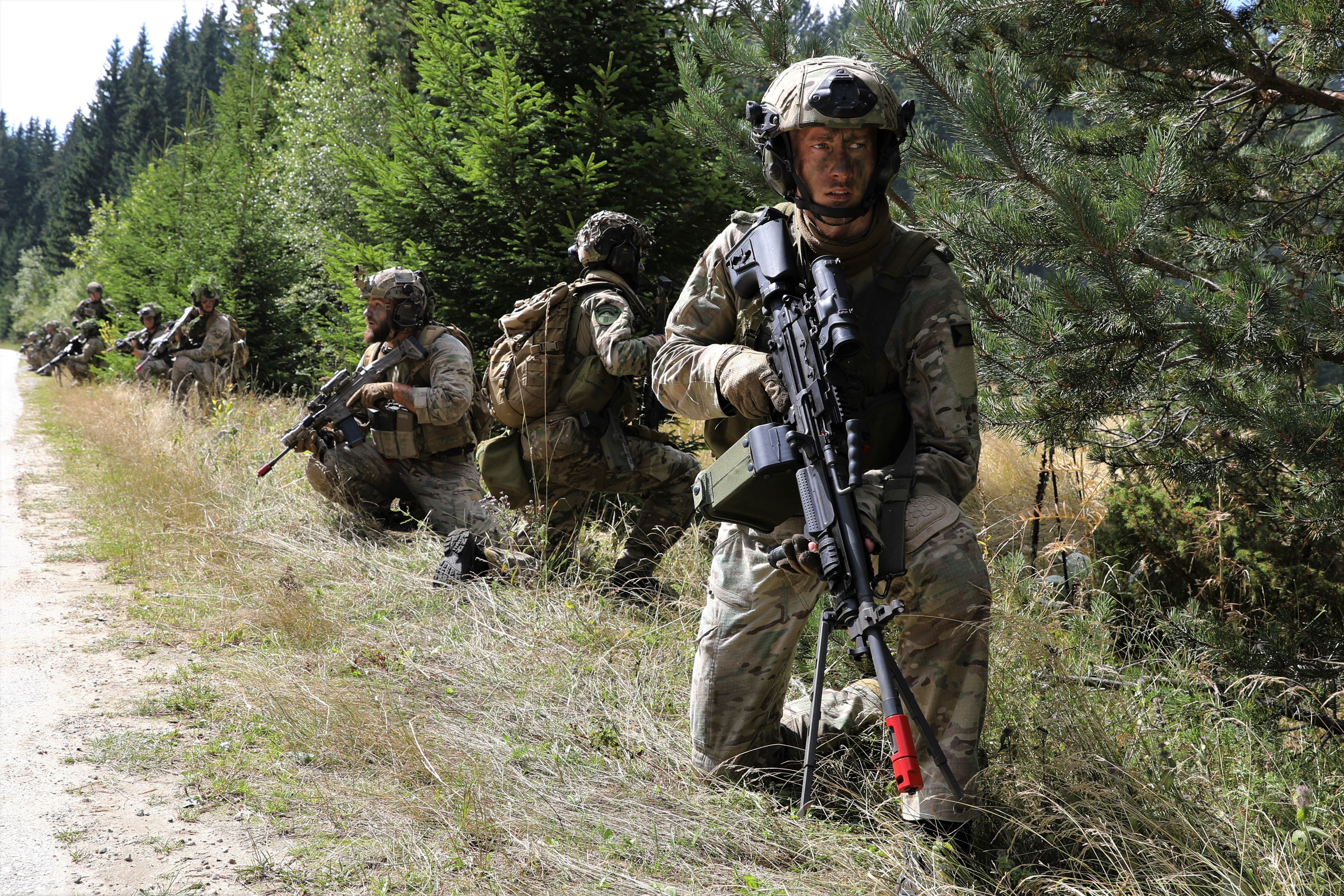
Výsadkáři 43. výsadkového pluku v maskovacím oděvu Multicam
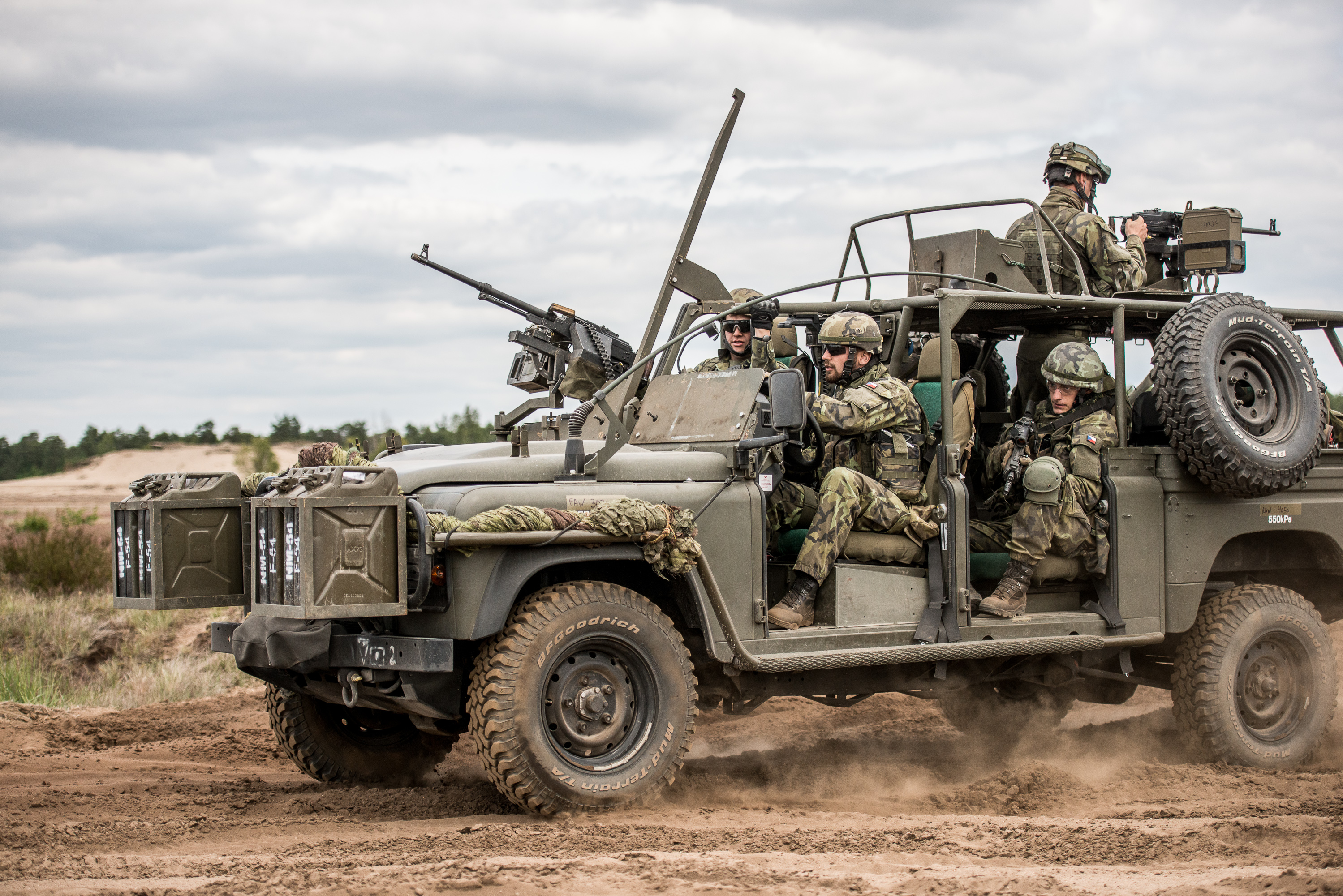
Land Rover Defender 130 Kajman
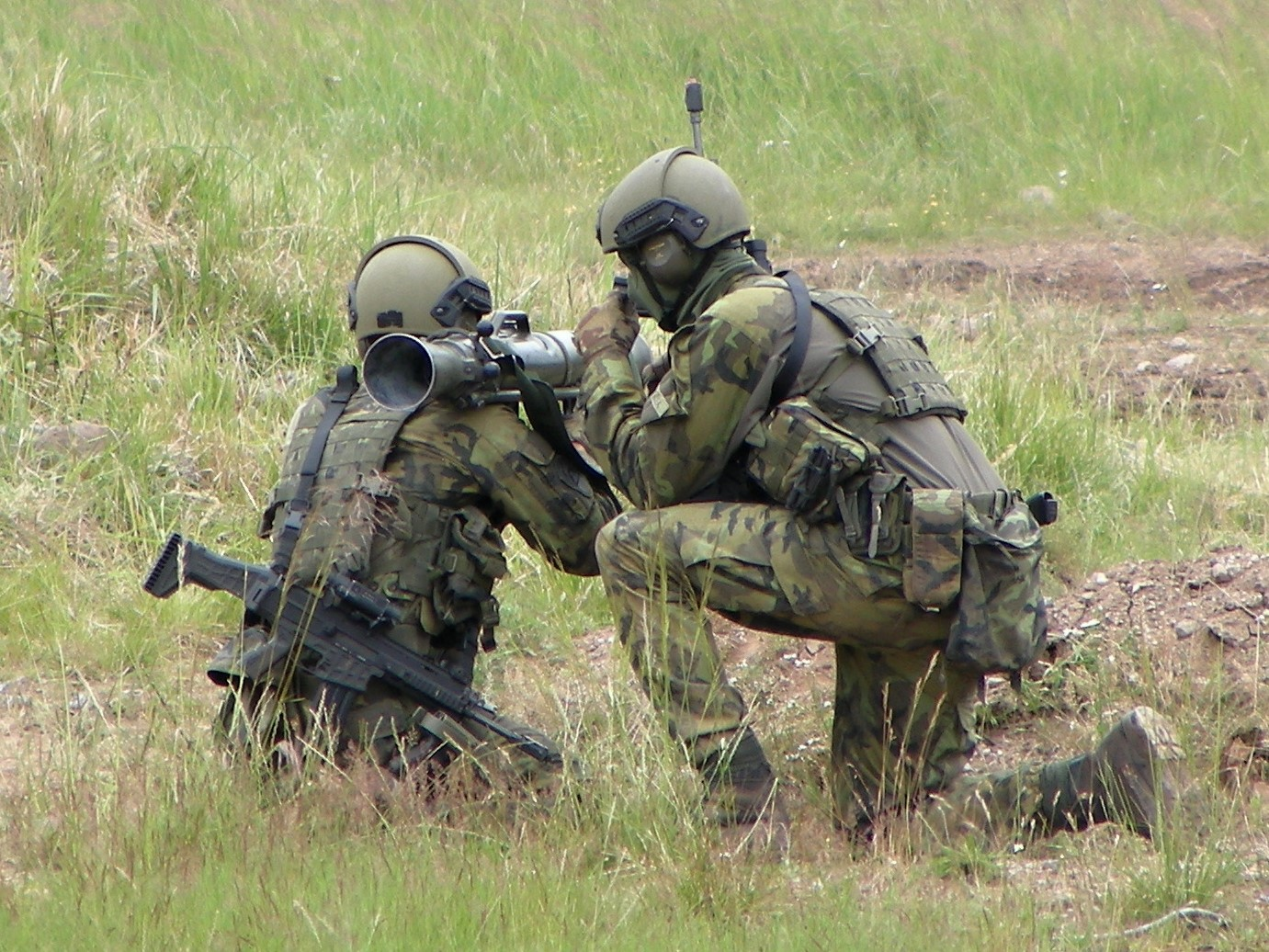
Výsadkový tým s  tarasnicí Carl Gustav
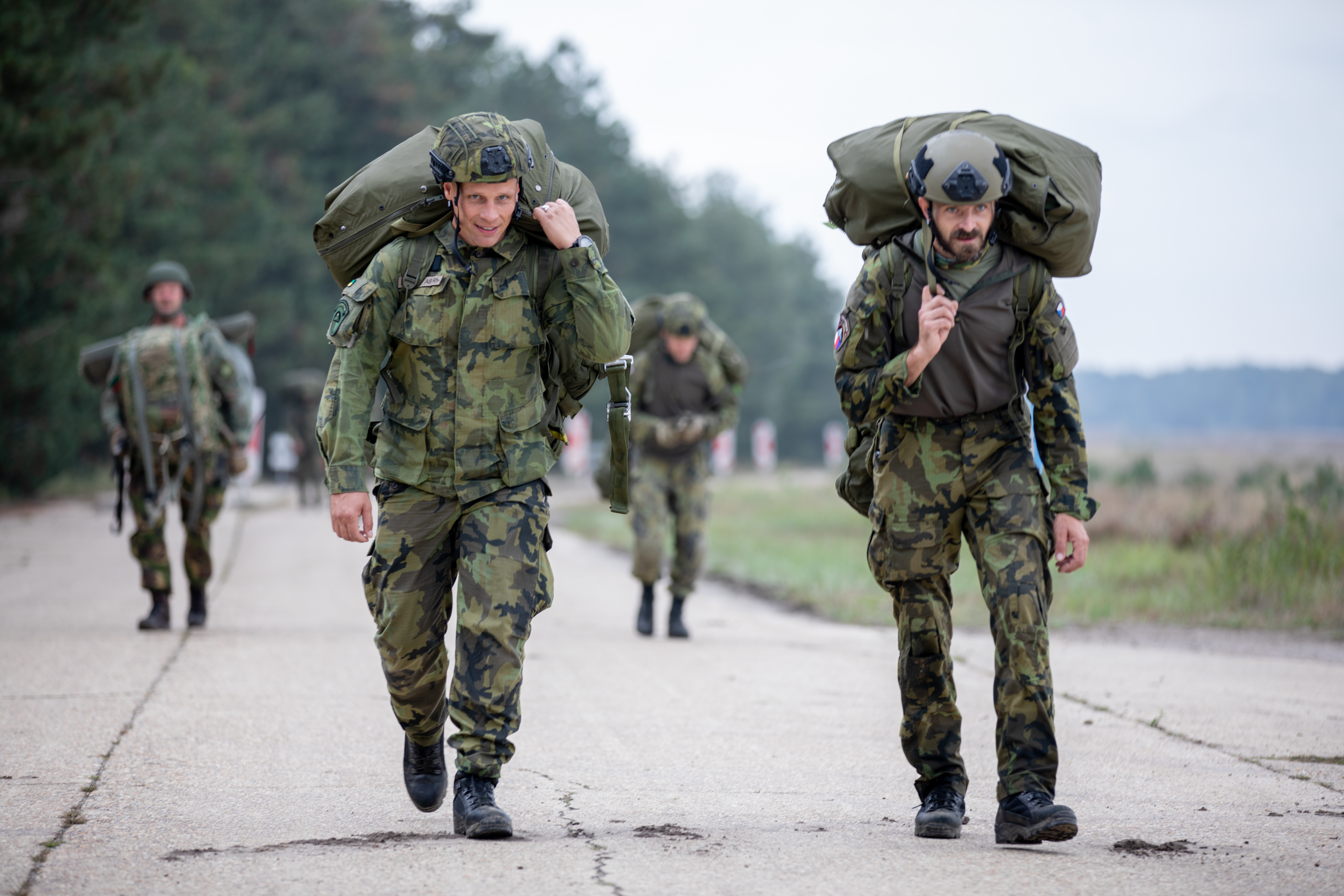
Výsadkáři po seskoku na cvičení Falcon Leap 2022
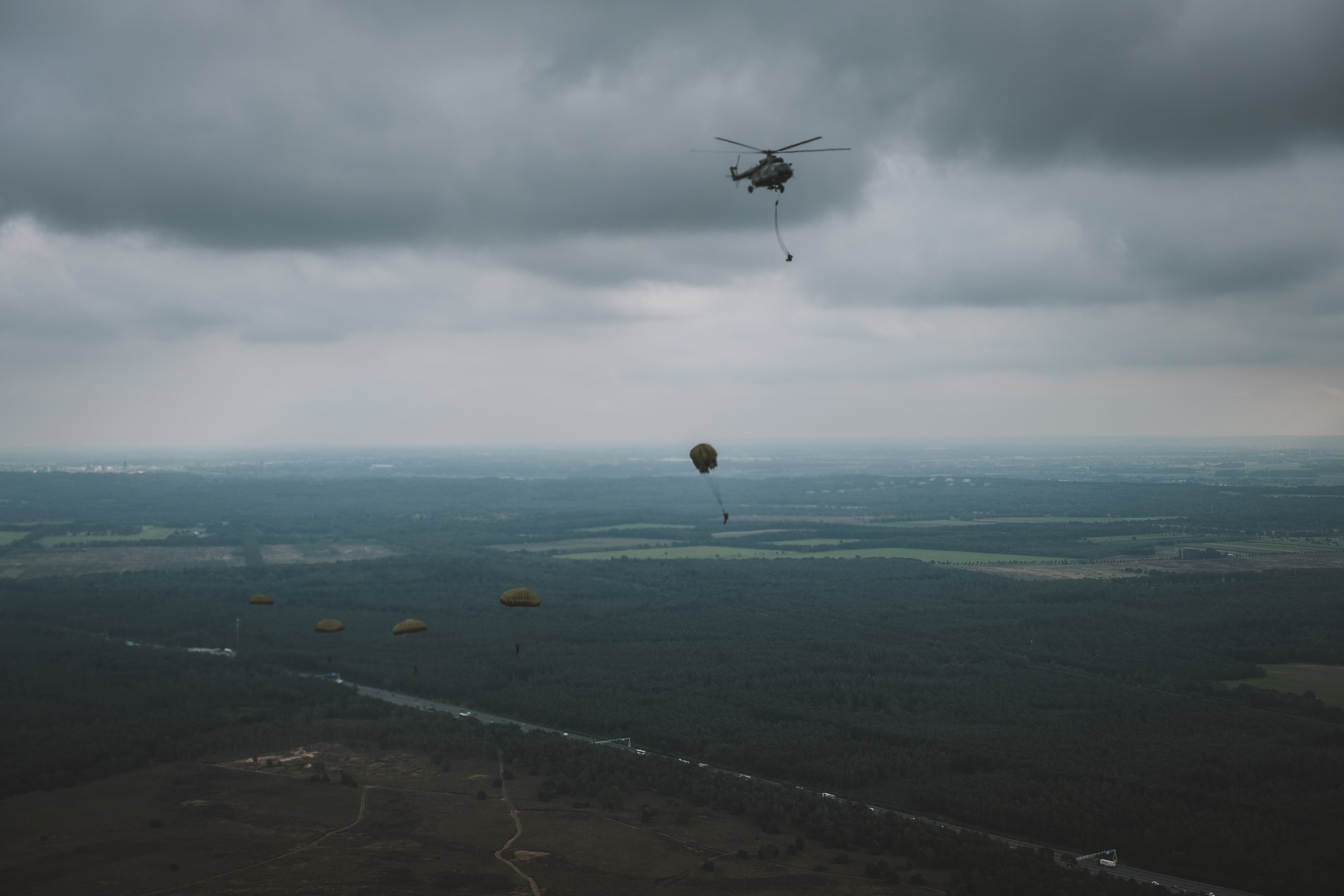
Falcon Leap 2021, výsadek z vrtulníku Mi-17 243. vrtulníkové letky
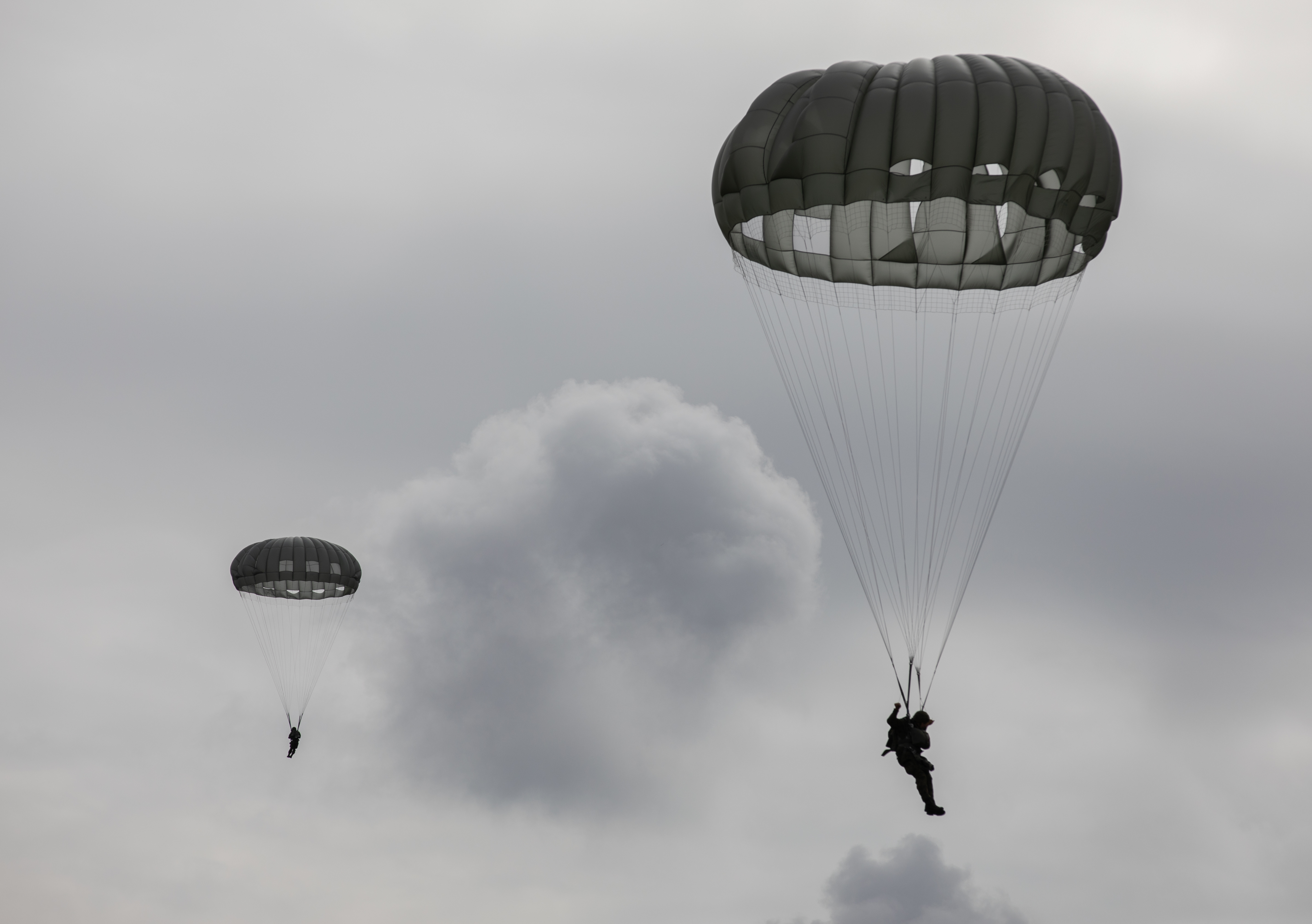
Čeští výsadkáři na padácích MC-6 po výskoku z letounu C-130
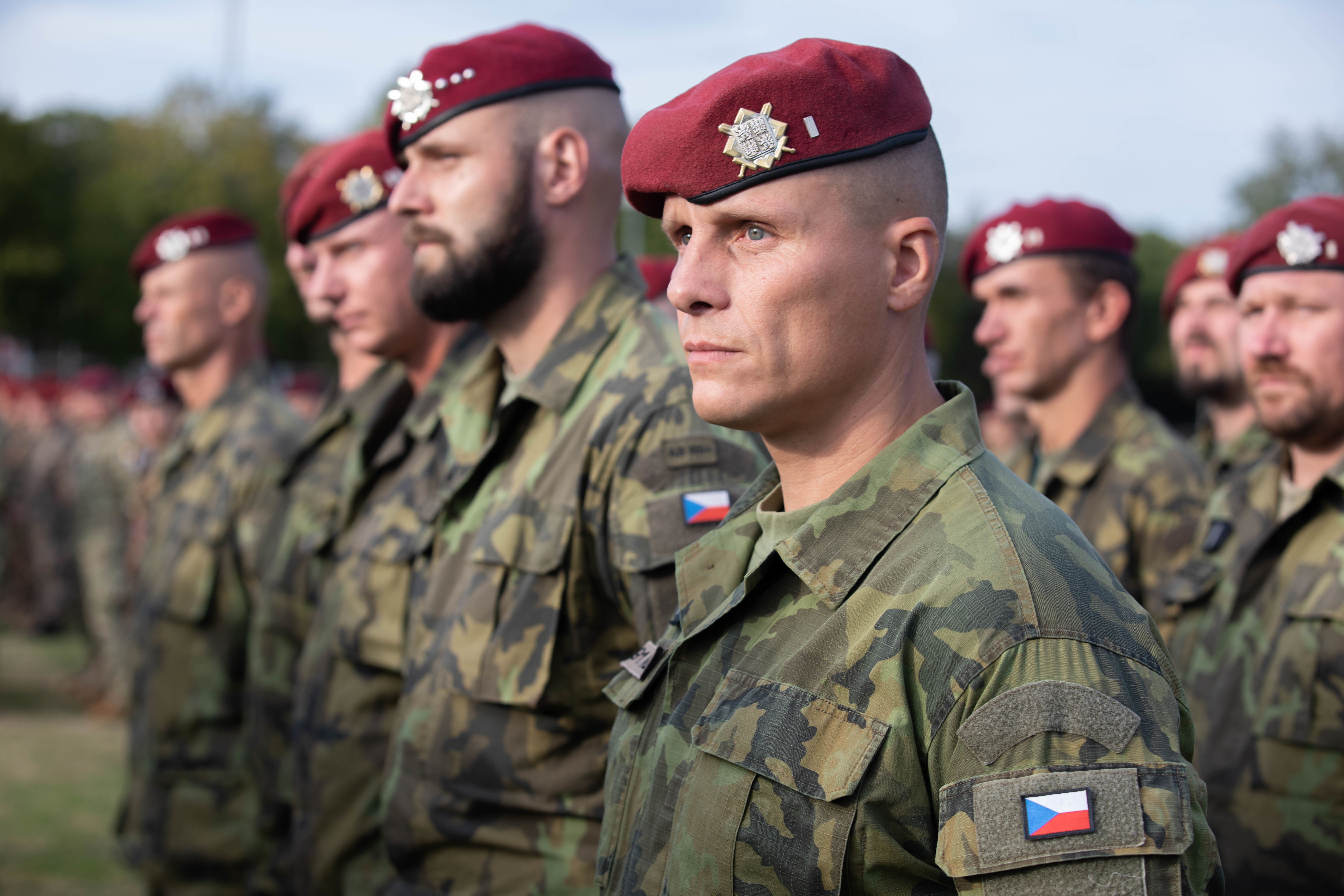
Falcon Leap 2022, Arnhem, Nizozemsko

## Historie

### Československo
První pokus o vznik jednotky letecké pěchoty v československé armádě se datuje k 2. září 1938. S výsadkáři se počítalo hlavně pro destrukční akce v týlu nepřítele. Výcvik první čety měl začít v Milovicích v dubnu 1939. Tyto koncepční práce a nábor dobrovolníků ukončila okupace 15. března 1939. Za druhé světové války působily na území Protektorátu výsadkové zpravodajské a diverzní skupiny vysílané ze „západního“ (viz Zvláštní skupina D a Operace Anthropoid) i „východního“ ústředí československého zahraničního odboje, tj. Londýna a Moskvy. 2. československá paradesantní brigáda v SSSR byla nasazena v bojích Slovenského národního povstání a Karpatsko-dukelské operace.

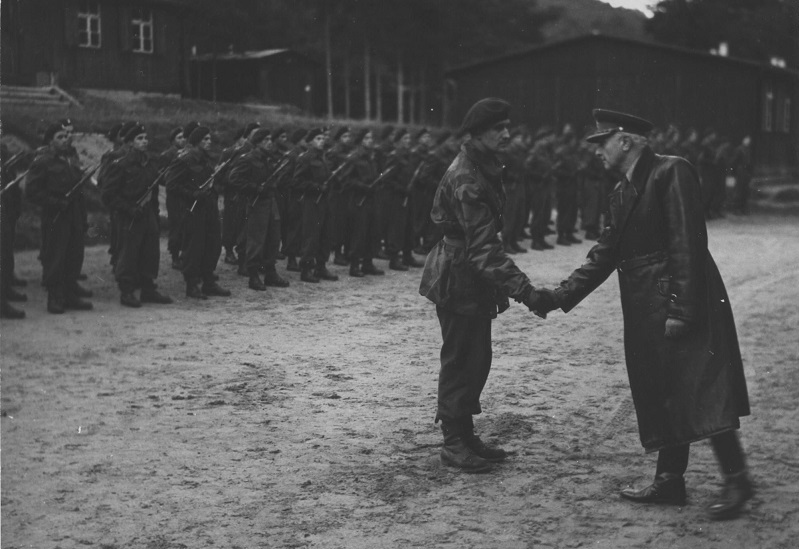
Čs. výsadkáři Pěšího praporu 71 (výsadkového) s arm. gen. Ludvíkem Svobodou v Zákupech u České Lípy

S přípravnými pracemi na vytvoření výsadkových jednotek poválečné čs. armády se započalo v srpnu 1945, podle návrhu mírové organizace čs. branné moci měla být postavena výsadková brigáda. Zpočátku bylo hlavním úkolem formulování koncepce pro budoucí výsadkové vojsko – zda dát přednost malým skupinám typu commando, určeným převážně k průzkumně-diverzním a sabotážním úkolům, nebo větším jednotkám, schopným plnit takticko-operační úkoly. Koncepční spor byl vyřešen v únoru 1947, preferována byla orientace na malé a střední, dokonale připravené diverzně-sabotážní výsadky. Skupina výsadkových jednotek při velitelství pěchoty zahájila svou činnost v květnu 1947. Jako datum zřízení výsadkového praporu byl určen 1. říjen téhož roku. Ten byl vytvořen v Zákupech u České Lípy a jeho velitelem se stal mjr. Oldřich Talášek.
K 1. říjnu 1949 byl Pěší prapor 71 přejmenován na Výsadkový prapor 71 „Československých parašutistů“. O rok později se stal 71. výsadkovým praporem se stejným čestným názvem. Až do roku 1950 cvičil výsadkový prapor a jeho součásti vojáky pro diverzní, sabotážní a zpravodajské úkoly. Po tomto datu byl změněn na bojovou jednotku schopnou operačního zasazení a jeho výcvik se začal řídit sovětskými předpisy. Postupný přesun výsadkového vojska na východní Slovensko začal již v roce 1950 a dne 1. října 1952 byl vytvořením 22. výsadkové brigády v Prešově ukončen.
Základem brigády se stal 65., 71. a 72. výsadkový prapor spolu se 173. výsadkovým dělostřeleckým oddílem. K 1. listopadu 1955 bylo zrušeno výsadkové vojsko jako samostatný druh vojska a skončila také činnost velitelství výsadkového vojska, jehož odborné úkoly převzala skupina pro řízení výsadkových jednotek vytvořená na Správě bojové přípravy Generálního štábu. V roce 1960 se do kasáren Leteckého učiliště v Prostějově přemístily velitelství a štáb 22. výsadkové brigády s podpůrnými a zabezpečovacími jednotkami, 71. a 72. výsadkový prapor a nově zřízený 22. výsadkový protitankový oddíl. 1. září 1961 bylo v Chrudimi zřízeno 4. výsadkové výcvikové středisko pro 4. armádu. Úkolem bylo provádění výsadkové přípravy pro ostatní útvary armády. Toto středisko ukončilo svou činnost 15. července roku 1964, ale již o rok později byla do Luštěnic a Chrudimi přemístěna 5. a 6. rota 7. výsadkového pluku ZU jako 1. a 4. výsadková průzkumná rota. Ty byly podřízeny velitelstvím Západního a Středního vojenského okruhu s úkolem provádět hloubkový průzkum. Jako jedny z mála jednotek ČSLA byly již v míru na válečných počtech.
Po invazi vojsk Varšavské smlouvy došlo nejprve 15. října 1968 k přemístění 1. výsadkové průzkumné roty z Luštěnic do Chrudimi a při reorganizaci 22. výsadkové brigády na podzim 1969 přešly obě jednotky do Prostějova a staly se součástí 22. výsadkového pluku. Reorganizací výsadkové brigády na pluk, vynucené Sověty v reakci na odmítnutí kapitulace útvarů brigády při invazi a aktivní přípravě na diverzní akce částí jednotek došlo ke zrušení 71., 72., 65. výsadkového praporu a 173. výsadkového dělostřeleckého oddílu a zařazeny jako 1. (71.) a 2. (65.) výsadkový prapor (o dvou rotách a s jednou baterii) a jako školní 3. (72.) výsadkový prapor a protitankový oddíl. Tímto krokem došlo k deaktivaci 71. výsadkového praporu na téměř dvě dekády.
Dne 1. října 1987 byl v posádce Chrudim zřízen 71. úderný výsadkový prapor podřízený velitelství Západního vojenského okruhu. Přihlásil se k tradicím Pěšího praporu 71, první výsadkové jednotky čs. armády vytvořené 1. října 1947. V roce 1989 byl prapor rozšířen na 150 osob a byla mu předána původní bojová zástava a historický název " 71. výsadkový úderný prapor národního hrdiny Jana Švermy" (6. 5. 1989).
K dalšímu rozšíření došlo v roce 1991. Tehdy byla vytvořena rota týlového a technického zabezpečení a četa poddůstojnické školy. Prapor byl přejmenován na 71. prapor rychlého nasazení a dne 20. 10. 1991 mu byl vrácen původní historický název z roku 1947 „Československých parašutistů“.

### Česko

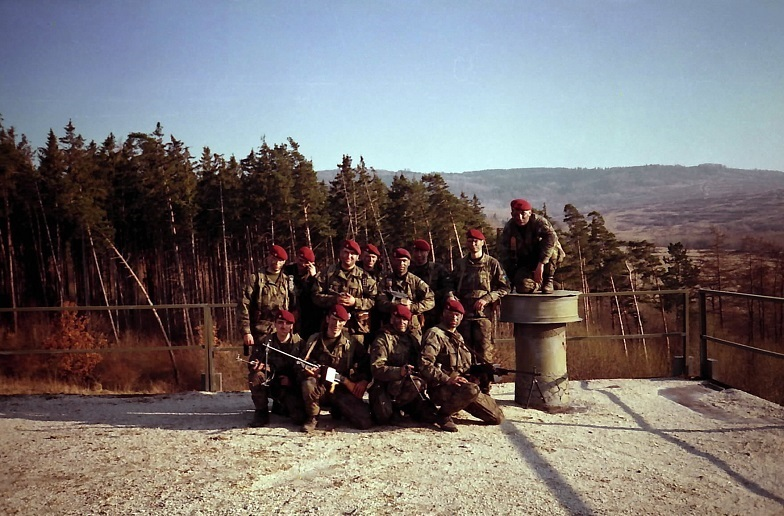
Výsadkáři protiletadlové baterie, Doupov, 90. léta

V roce 1993 byly počty praporu zvýšeny znovu o 100 % a byla prováděna opatření k naplnění všech rot a samostatných čet praporu na plné počty. Dislokační opatření již v té době naznačovala zcela novou perspektivu, a to nejen perspektivu praporu. Na podzim roku 1993 byl u praporu proveden první výsadkový přeškolovací kurz pro třicet tři nových důstojníků, budoucích příslušníků 4. brigády rychlého nasazení, o jejímž vytvoření bylo v té době již rozhodnuto. 71. prapor rychlého nasazení byl dnem 1. 4. 1994, jako první útvar, vyňat z podřízenosti VVZ TÁBOR a podřízen Inspektorátu pozemního vojska GŠ AČR jako 43. výsadkový mechanizovaný prapor. Stal se tak prvním útvarem nově vznikající Brigády rychlého nasazení.
4. brigáda rychlého nasazení vznikla 1. července 1994, ale její výstavba začala již od 1. ledna 1994. Základem pro výstavbu brigády se stal 43. výsadkový mechanizovaný prapor. Brigáda byla podřízena přímo náčelníkovi Generálního štábu AČR, v roce 1997 přešla do podřízenosti Velitelství pozemního vojska a po jeho transformaci pod Velitelství společných sil. Od 1. ledna 2014 byl prapor, v souladu se svým doktrinálním určením, nazýván pouze jako 43. výsadkový prapor.

### 43. výsadkový prapor

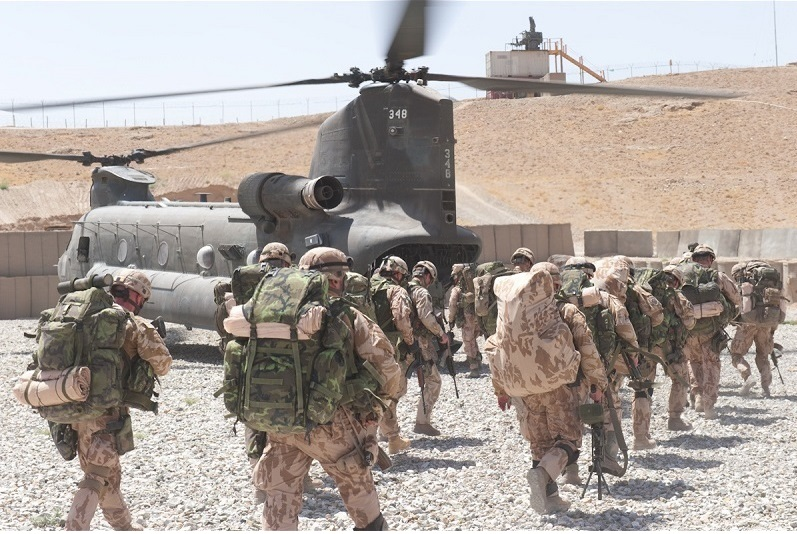
Aeromobilní operace 43. vpr, Afghánistán - Logar, 2009

43. výsadkový prapor měl ve 4. brigádě rychlého nasazení poněkud výsadní postavení už od jejího založení. Byl jednotkou, od níž se odvíjela výstavba brigády, a současně šlo o jediný výsadkový prapor celé brigády, potažmo AČR. Již od roku 2000 vykonávali všechny velitelské a odborné funkce pouze profesionálové. S rozvojem aktivních záloh roku 2016 vznikla 4. výsadková rota aktivní zálohy a prapor tak opět disponoval vlastní záložní jednotkou.
Prapor měl specifickou výzbroj a výstroj a prochází náročným výcvikem podle standardů Severoatlantické aliance. Jednotka byla předurčena k plnění speciálních bojových úkolů, jako je ničení a narušování činnosti důležitých prvků sestavy protivníka, vedení průzkumu a provádění vzdušných taktických výsadků. Její příslušníci byli zařazováni do mírových misí a dalších operací v zahraničí a v případě potřeby plnili úkoly nevojenského charakteru. Prapor byl schopen nasazení samostatně i v součinnosti s ostatními jednotkami brigády. Při příležitosti státního svátku České republiky propůjčil dne 28. října 2005 prezident Václav Klaus 43. výsadkovému praporu bojový prapor. Za dobu působení 43. výsadkového praporu v novodobé historii se jeho vojáci zúčastnili mnoha zahraničních operací ať už pod záštitou NATO, OSN nebo EU. Nejvýznamnějšími nasazeními byly zahraniční operace v Bosně a Hercegovině, v Kosovu a Afghánistánu.
V průběhu těchto nasazení se výsadkáři dostávali do bojových kontaktů, např. přestřelky u osady Uglare (Kosovo, 2005) a bitvy ve vádí u vesnice Dundokaj (Afghánistán, 2011).

#### Historická struktura 43. výsadkového praporu
Vzhledem ke své unikátní úloze v rámci 4. brigády rychlého nasazení a i v rámci celých Pozemních sil byla struktura a vnitřní organizace 43. výsadkového praporu odlišná od všech ostatních bojových praporů Armády České republiky. Kvůli svému určení byla struktura praporu maximálně modulární s důrazem na schopnost působit v úkolových uskupeních jak na stupni četa, tak na stupni rota. Dále pak, vzhledem k doktrinálnímu určení na provádění různých druhů výsadku v hloubce nepřátelské sestavy, disponovala jakákoliv jednotka výsadkového praporu výrazně vyšší palebnou silou než ekvivalentní jednotka mechanizovaná, avšak za podmínek působení bez vozidel, které je pro provádění výsadkových operací charakteristické. Této vlastnosti bylo dosaženo zejména zřízením čet zbraní na výsadkových rotách a rotou zbraní na stupni prapor. Druhým způsobem bylo zařazení specifických zbraní do výzbroje praporu, jako například multifunkční tarasnice Carl Gustav M3, nebo lehkého výsadkového minometu ANTOS-LR, které díky svým vlastnostem vhodným pro operace lehkých výsadkových jednotek dávaly 43. výsadkovému překvapivou palebnou sílu a flexibilitu použití.

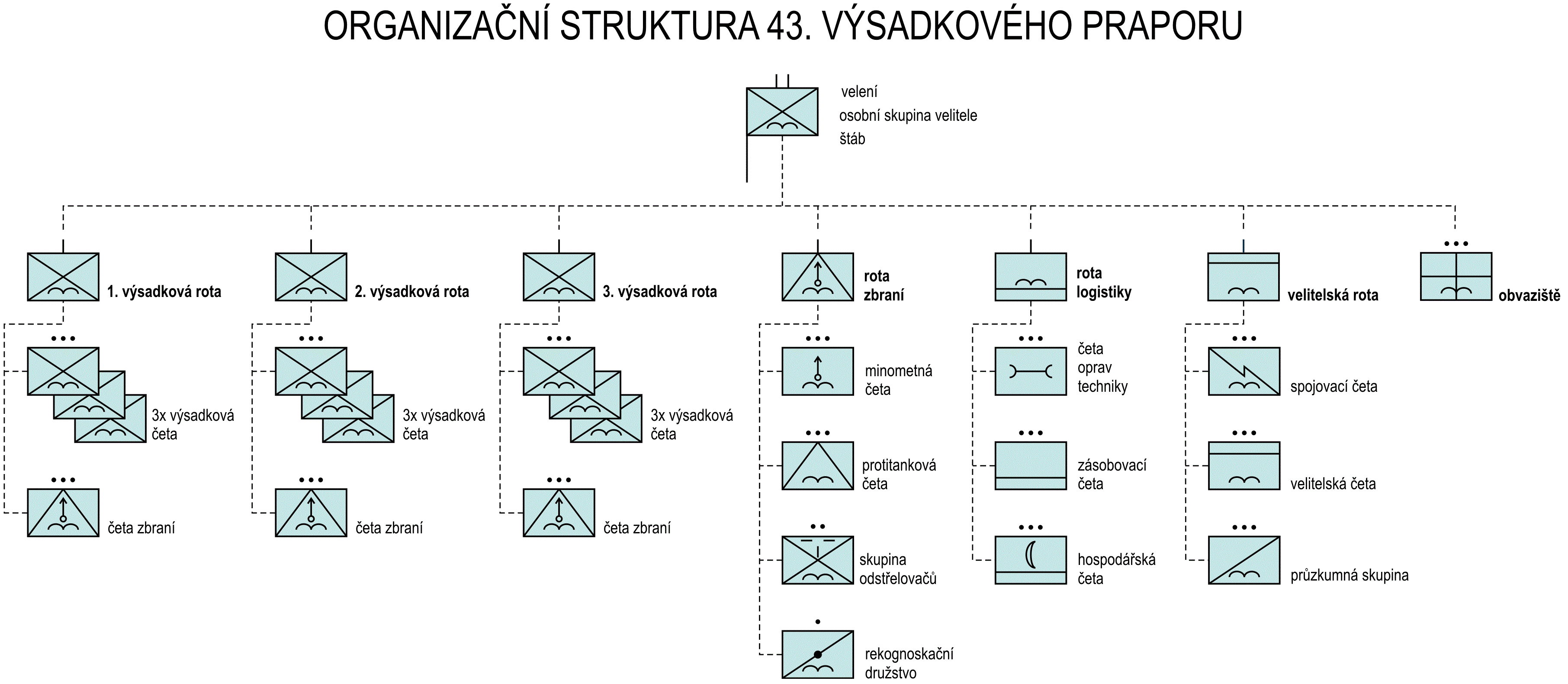
Organizační struktura 43. výsadkového praporu

#### Určení jednotlivých jednotek praporu

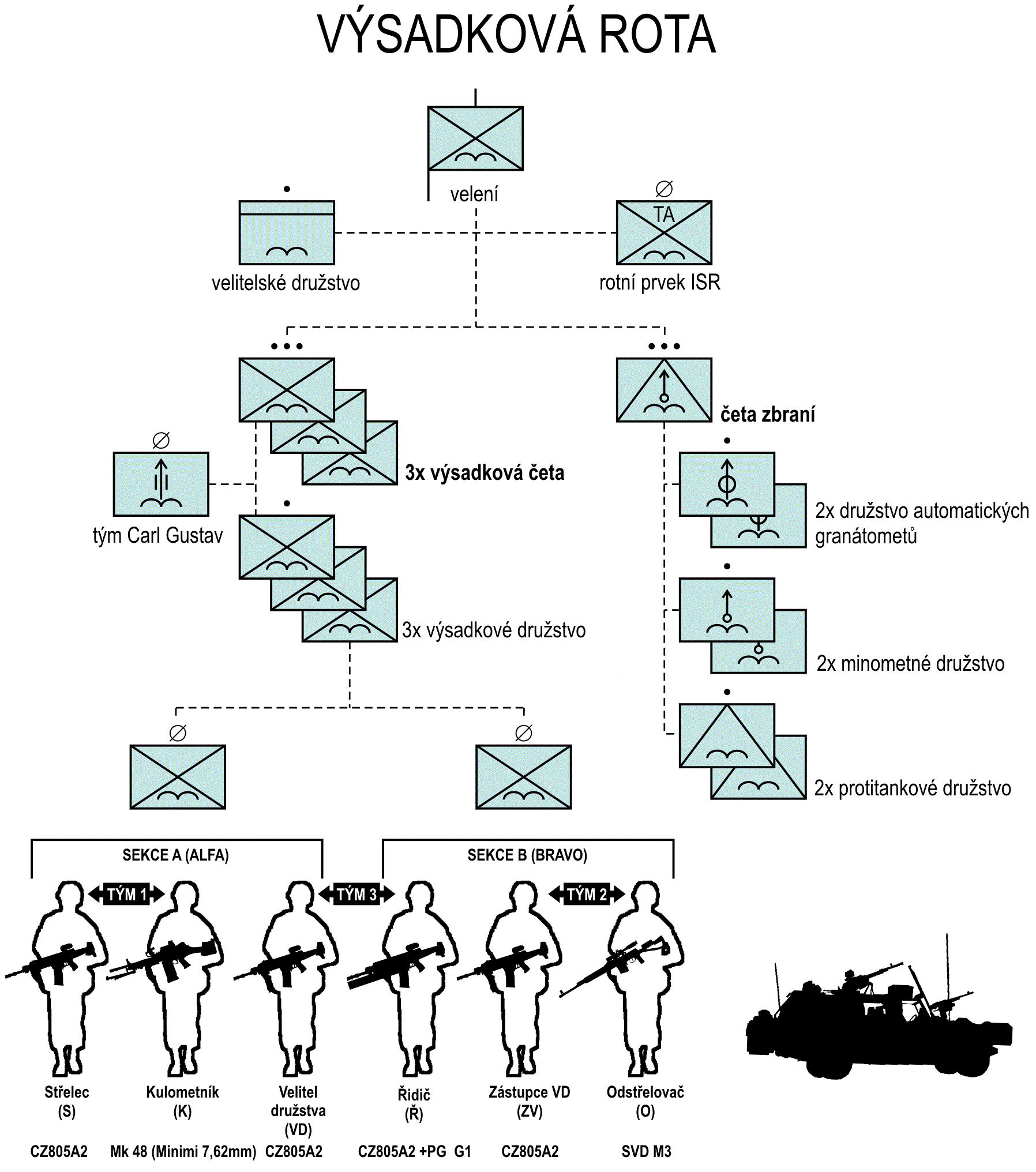
Organizační struktura výsadkové roty 43. vpr

43. výsadkový prapor se členil na tři bojové Výsadkové roty, jednu rotu bojové podpory - Rotu zbraní a v neposlední řadě dvě roty bojového zabezpečení - Velitelskou rotu a Rotu logistiky. Mimo to měl k dispozici 4. výsadkovou rotu aktivní zálohy. Dále pak disponoval Štábem pro všestranné zabezpečení provádění operací a Praporním obvazištěm pro základní ošetření v boji (Role 1) před dalším odsunem raněných.
Výsadkové roty byly základním kamenem každé výsadkové operace, přičemž všechny tyto roty měly stejnou strukturu. V nich se koncentrovala většina bojové síly 43. výsadkového praporu. Byly primárně určené na kinetické úkoly proti nepříteli, a to i na kontaktní boj zblízka uvnitř nepřátelské sestavy. Dle charakteru úkolu mohly působit v rámci sestavy praporu, nebo jako rotní úkolové uskupení, či zcela samostatně.
Rota zbraní sloužila především k palebné podpoře nasazených výsadkových rot, a to nejtěžšími zbraněmi, kterými prapor disponoval - středními minomety vz. 52 a protitankovými komplety Konkurs. Výjimečně mohla být hlavním úsilím praporu při specifických operacích. V rámci administrativního členění byla součástí Roty zbraní i Skupina odstřelovačů. Ta však v boji působila samostatně nebo jako podpora Výsadkových rot.
Velitelská rota všestranně zabezpečovala velení a řízení praporu v boji i v míru. Zajišťovala výstavbu a střežení míst velení. Mezi specifické schopnosti patřilo zejména dálkové spojení, a to jak krátkovlnné s využitím odrazu rádiových vln o ionosféru, tak taktické satelitní spojení. V rámci administrativního členění byla její součástí i Průzkumná skupina. Ta však byla v boji přímo podřízena veliteli praporu a úkolována zpravodajskou skupinou praporu.
Rota logistiky sloužila k logistickému zabezpečení praporu v boji i v míru. Jednalo se zejména o zabezpečení stravou, municí a výstrojí. Dále pak prováděla opravy zbraní a techniky.
Štáb praporu se dělil na operační a podpůrnou část. Mezi jeho hlavní skupiny patřily S1 (personální), S2 (zpravodajská), S3 (operační), S4 (logistická), S5 (plánovací), S6 (spojovací), S7 (výcviková).
Praporní obvaziště bylo třetí etapou ošetření raněných v boji či výcviku v rámci výsadkového praporu (Combat Life Saver - zdravotník roty - Praporní obvaziště). Bylo prvním stupněm, který disponoval lékařským personálem a tedy schopno plnohodnotně plnit zdravotnickou etapu dle určení NATO - Role 1.

## Výběrové řízení
Výběrové řízení je otevřené pro všechny příslušníky AČR a jednotliví velitelé jsou povinni umožnit svým podřízeným účastnit se tohoto výběrového řízení, popřípadě jim umožnit jeho absolvování v nejbližším termínu.
K provedení výběrového řízení budou připuštěni pouze uchazeči, kteří se řádně přihlásili do stanoveného termínu a splňují zdravotní klasifikaci A – schopen jako výsadkář nebo A bez zdravotních omezení, která by v budoucnu bránila získání této kvalifikace.
Výběrové řízení je rozděleno na kategorie A – bojová část, B – zabezpečení a logistika a kategorie AZ. Termíny výběrového řízení jsou k nahlédnutí na sociálních sítích 43.vp. 
| 1. den          |                                         |                                                               |
| Kategorie: A, B |                                         |                                                               |
| do 08:00        | Letiště, Chrudim ul. Generála Klemeše   | Sraz účastníků VŘ                                             |
| 08:00 – 09:00   | Letiště, Chrudim ul. Generála Klemeše   | Vstupní poučení                                               |
| 09:00 – 13:00   | Kasárna VÚ 2298 Chrudim, Obce Ležáků 14 | Přezkoušení z disciplín výročního přezkoušení                 |
| 13:30 – 15:00   | Letiště, Chrudim ul. Generála Klemeše   | Překonávání překážkové dráhy (jednotlivci)                    |
| 17:00 – 19:00   | Plavecký bazén                          | Plavání                                                       |
| 20:00 – 22:00   | Letiště, Chrudim ul. Generála Klemeše   | Vstupní psychologické vyšetření                               |
| 2. den          |                                         |                                                               |
| Kategorie: A    |                                         |                                                               |
| 07:00 – 9:30    | Podhůra                                 | Zrychlený přesun se zbraní na 10 km.                          |
| 9:40 – 11:20    | Letiště, Chrudim ul. Generála Klemeše   | Psychologické vyšetření II.                                   |
| 11:30 – 15:30   | Letiště, Chrudim ul. Generála Klemeše   | Pěší přesun jednotlivců na vzdálenost 17,5 km se zátěží 25 kg |

Ukončení a hodnocení VŘ
Účastníci výběrového řízení mohou být v průběhu celého výběrového řízení vyřazeni na základě:
1. rozhodnutí řídícího zaměstnání;
2. na vlastní žádost;
3. závažné porušení bezpečnostních opatření;
4. ztráta motivace;
5. nevyhovujícího hodnocení při rozřazovacím přezkoušení z TV;  
6. ztráta výstroje či výzbroje;
7. neuposlechnutí pokynů instruktora;
8. svévolné opuštění stanovených prostorů;
9. na doporučení lékaře (zdravotníka), psychologa nebo instruktorů; 
Konečné rozhodnutí o přijetí/nepřijetí účastníka VŘ vydává velitel 43. vp.

### Normy tělesného přezkoušení

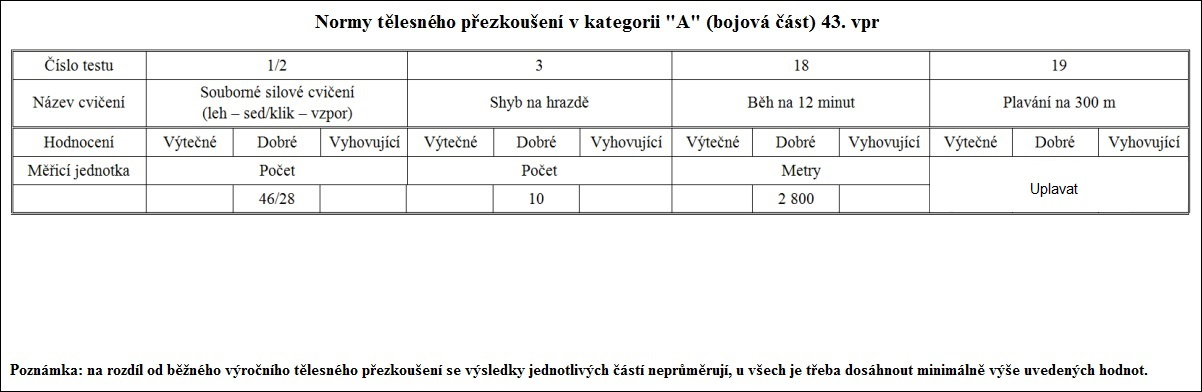
Výběrovky 43. vpr - tělesné přezkoušení, kategorie A

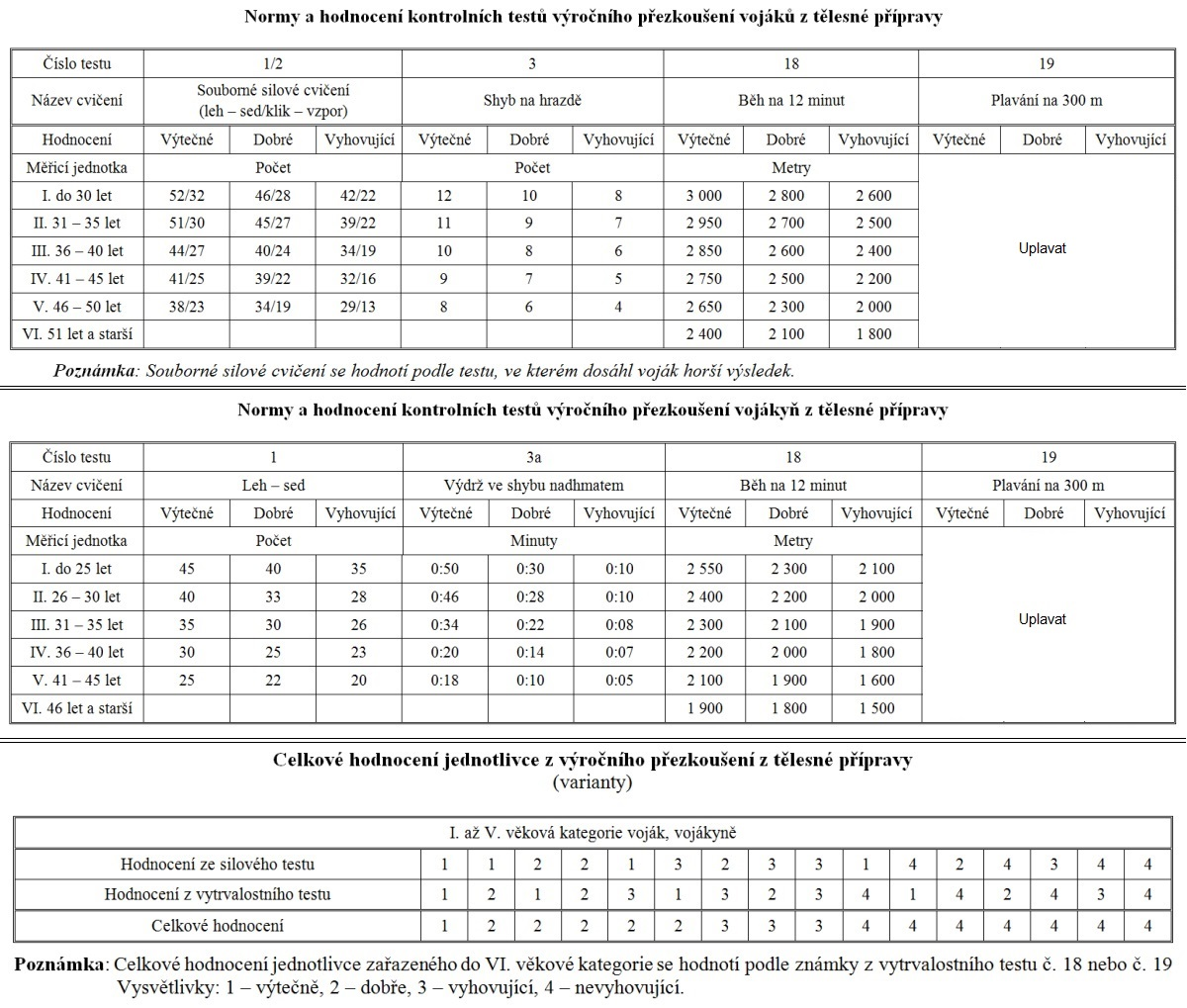
Výběrovky 43. vpr, tělesné přezkoušení - kategorie B

### Úspěšnost
Procentuálně výběrové řízení úspěšně dokončí mezi 60–80% přihlášených uchazečů, což vypovídá o jeho náročnosti. Výběrovým řízením dráha každého výsadkáře začíná, ale zdaleka nekončí. Po nástupu k útvaru musí každý nováček projít kurzem DIV – doplňujícím intenzivním výcvikem, kde získá základní dovednosti ve střelecké a taktické přípravě důležité pro každého výsadkáře. Dalším krokem je absolvování Základního výsadkového kurzu. Teprve po splnění všech těchto kroků získává výsadkář právo nosit vysněný červený baret.